# Stenotabanus flavidus
Stenotabanus flavidus är en tvåvingeart som först beskrevs av James Stewart Hine 1904.  Stenotabanus flavidus ingår i släktet Stenotabanus och familjen bromsar. Inga underarter finns listade i Catalogue of Life.